# Aktivirano parcijalno tromboplastinsko vrijeme
Aktivirano parcijalno tromboplastinsko vrijeme (kratice: APTV, aPTV, APTT, aPTT) je indikator koji mjeri učinkovitost i unutarnjeg, i vanjskog puta koagulacije krvi. Osim otkrivanja abnormalnosti u koagulaciji krvi, APTV se također koristi za praćenje učinka liječenja heparinom, najvažnijeg antikoagulansa. APTV kao indikator koristi se u kombinaciji s protrombinskim vremenom (PV ili PT) koje je indikator učinkovitosti vanjskog puta koagulacije. APTV se određuje iz uzorka venske krvi uzetog natašte. Mjerna jedinica za APTV je sekunda.
Koristi se kratica APTT, jer je engleski naziv Activated Partial Thromboplastin Time; isti je slučaj i s PTT (Partial Thromboplastin Time).
APTT se koristi za praćenje učinaka terapije heparinom (nefrakcioniranim heparinom), za otkrivanje nedostatka faktora koagulacije ili njihovih inhibitora, kao i za otkrivanje prisutnosti lupus antikoagulansa.

## Uzorak
Parametar se određuje u uzorku krvi. Nije potrebna posebna priprema prije odlaska u laboratorij. Ne preporučuje se jesti prije vađenja krvi.

## O parametru
U organizmu postoji ravnoteža između mehanizama koji dovode do zgrušavanja krvi i mehanizama koji to zgrušavanje sprječavaju. Ova ravnoteža omogućava cirkuliranje krvi kao i zaustavljanje krvarenja iz povrijeđene krvne žile. U tom procesu sudjeluju stjenke krvnih žila, trombociti i faktori kaogulacije. Izuzetno važnu ulogu imaju i mehanizmi koji sprječavaju prekomjerno nagomilavanje materijala na mjestu povrede. Neophodna je dovoljna količina i aktivnost svakog od ovih faktora, kako bi ovaj mehanizam ispravno funkcionirao. U suprotnom, može doći do krvarenja ili prekomjernog stvaranja ugrušaka.
Proces stvaranja ugruška mogu započeti dva različita puta, vanjski i unutarnji, u kojima sudjeluju različiti faktori koagulacije. Ova se dva puta ujedinjuju u zajednički. APTT služi za procjenu unutarnjeg i zajedničkog puta koagulacije.

## Rezultati
Produljeno APTT može biti posljedica:
- terapije heparinom: učinak terapije nefrakcioniranim heparinom procjenjuje se na temelju vrijednosti APTT
- nedostatka ili funkcionalne abnormalnosti jednog ili više faktora koagulacije koji sudjeluju u unutarnjem i vanjskom putu: nedostatak može biti urođen ili stečen.

U najčešće urođene poremećaje spadaju hemofilija A, hemofilija B i Von Willebrandova bolest. Nasljedni poremećaji drugih faktora koagulacije se rijetko javljaju.
Poremećaj faktora koagulacije može nastati i kao posljedica nedostatka vitamina K do kojega može doći kod opstrukcije sekrecije žuči, nakon kirurških zahvata na žučnim putevima, tijekom nekih bolesti probavnog sustava, kod nekih bolesti jetre i kao i kod primjene oralnih antikoagulansa. Stečeni poremećaji faktora koagulacije mogu biti posljedica i nekih drugih bolesti.
Blagi poremećaji faktora koagulacije ne moraju dovesti do produljenog APTT.
Prisutnost specifičnih inhibitora je stanje koje se rijetko javlja. U tom slučaju, u krvi postoje protutijela koja blokiraju aktivnost određenog faktora koagulacije.
Može doći i do prisutnosti nespecifičnih inhibitora, kao što je lupus antikoagulans. Ova protutijela usmjerena protiv fosfolipida koji su neophodni za koagulaciju, odnosno protiv kompleksa fosfolipid-plazma proteina. Nađena su kod pacijenata sa sistemskim eritemskim lupusom, drugim autoimunim poremećajima, kolagenim vaskularnim bolestima kao i kod osoba kod kojih nije utvrđena prisutnost nijedne bolesti. Mogu se javiti i tijekom terapije lijekovima ili tijekom infekcija. Prisutnost ovih protutijela povezano je s povećanim rizikom od tromboze kao i gubitkom fetusa.
APTT je obično posljedica povećane aktivnosti faktora VIII što se najčešće dešava tijekom bolesti ili upala. Može biti i posljedica teškog vađenja krvi: za pravilno je određivanje APTT-a od izuzetne je važnosti ispravno uzorkovanje krvi.